# Cyclocross Zonhoven 2014
De 19e editie van de Cyclocross Zonhoven in Zonhoven werd gehouden op 2 november 2014. De wedstrijd maakte deel uit van de Superprestige veldrijden 2014-2015. In 2013 won de Belg Sven Nys. Deze editie werd gewonnen door zijn landgenoot Kevin Pauwels.

## Mannen elite

### Uitslag
| Plaats  | Naam                 | Ploeg                 | Tijd    |
| ------- | -------------------- | --------------------- | ------- |
| Winnaar | Kevin Pauwels        | Sunweb-Napoleon Games | 58'04"  |
| 2       | Sven Nys             | Crelan-AA Drink       | z.t.    |
| 3       | Lars van der Haar    | Giant-Shimano DT      | + 13"   |
| 4       | Tom Meeusen          | Telenet-Fidea         | + 33"   |
| 5       | Mathieu van der Poel | BKCP-Powerplus        | + 58"   |
| 6       | Klaas Vantornout     | Sunweb-Napoleon Games | + 1'12" |
| 7       | Bart Aernouts        | Corendon-Kwadro       | + 1'15" |
| 8       | Niels Wubben         | Telenet-Fidea         | + 1'22" |
| 9       | Corné van Kessel     | Telenet-Fidea         | + 1'38" |
| 10      | Philipp Walsleben    | BKCP-Powerplus        | + 1'44" |
| 11      | 0                    |                       |         |
| 12      | 0                    |                       |         |
| 13      | 0                    |                       |         |
| 14      | 0                    |                       |         |
| 15      | 0                    |                       |         |

| Pos. | Punten |
| ---- | ------ |
| 1    | 80     |
| 2    | 60     |
| 3    | 40     |
| 4    | 30     |
| 5    | 25     |
| 6    | 20     |
| 7    | 17     |
| 8    | 15     |
| 9    | 12     |
| 10   | 10     |
| 11   | 8      |
| 12   | 5      |
| 13   | 4      |
| 14   | 2      |
| 15   | 1      |

1958 · 
1959 · 
1960 · 
1961 · 
1962 · 
1963 · 
1964 ·
1965 ·
1966 · 
1967-2004 ·
2005 · 
2006 · 
2007 · 
2008 · 
2010 (februari) ·
2010 (oktober) · 
2011 · 
2012 · 
2013 · 
2014 · 
2015 · 
2016 · 
2017 · 
2018 · 
2019 · 
2020 ·
2021 · 
2022 · 
2023 · 
2024
 Cyclocross Gieten · 
 Cyclocross Zonhoven · 
 Cyclocross Ruddervoorde · 
 Cyclocross Asper-Gavere · 
 GP Région Wallonne · 
 Cyclocross Diegem · 
 Vlaamse Aardbeiencross · 
 Noordzeecross